# جيل بوردن
جيل بوردن (بالإنجليزية: Gail Borden)‏ (ولد 9 نوفمبر 1801 – توفي 11 يناير 1874) هو مخترع أمريكي من القرن التاسع عشر. اخترع اللبن المكثف في عام 1856.

## روابط خارجية
- جيل بوردن على موقع الموسوعة البريطانية (الإنجليزية)